# موريس ميلر
موريس ميلر (بالإنجليزية: Maurice Miller)‏ هو سياسي بريطاني (وحمل سابقاً جنسية المملكة المتحدة لبريطانيا العظمى وأيرلندا)، ولد في 16 أغسطس 1920، وتوفي في 30 أكتوبر 2001. حزبياً، نشط في حزب العمال.

## مناصب
- في الانتخابات العامة في المملكة المتحدة 1964 [الإنجليزية]‏، انتخب عضو البرلمان الثالث والأربعون للمملكة المتحدة عن دائرة Glasgow Kelvingrove (UK Parliament constituency) [الإنجليزية]‏ (15 أكتوبر 1964 – 10 مارس 1966).
- في الانتخابات العامة في المملكة المتحدة 1966 [الإنجليزية]‏، انتخب عضو البرلمان الرابع والأربعون للمملكة المتحدة عن دائرة Glasgow Kelvingrove (UK Parliament constituency) [الإنجليزية]‏ (31 مارس 1966 – 29 مايو 1970).
- في الانتخابات العامة في المملكة المتحدة 1970، انتخب عضو البرلمان الخامس والأربعون للمملكة المتحدة عن دائرة Glasgow Kelvingrove (UK Parliament constituency) [الإنجليزية]‏ (18 يونيو 1970 – 8 فبراير 1974).
- في الانتخابات العامة في المملكة المتحدة فبراير 1974 [الإنجليزية]‏، انتخب عضو البرلمان السادس والأربعون للمملكة المتحدة عن دائرة East Kilbride (UK Parliament constituency) [الإنجليزية]‏ خلال فترته النيابية ‏ (28 فبراير 1974 – 20 سبتمبر 1974).
- في الانتخابات العامة في المملكة المتحدة أكتوبر 1974 [الإنجليزية]‏، انتخب عضو البرلمان السابع والأربعون للمملكة المتحدة عن دائرة East Kilbride (UK Parliament constituency) [الإنجليزية]‏ خلال فترته النيابية ‏ (10 أكتوبر 1974 – 7 أبريل 1979).
- في الانتخابات العامة للمملكة المتحدة 1979 [الإنجليزية]‏، انتخب عضو البرلمان الثامن والأربعون للمملكة المتحدة عن دائرة East Kilbride (UK Parliament constituency) [الإنجليزية]‏ خلال فترته النيابية ‏ (3 مايو 1979 – 13 مايو 1983).
- في الانتخابات العمومية للمملكة المتحدة 1983 [الإنجليزية]‏، انتخب عضو البرلمان التاسع والأربعون للمملكة المتحدة عن دائرة East Kilbride (UK Parliament constituency) [الإنجليزية]‏ خلال فترته النيابية ‏ (9 يونيو 1983 – 18 مايو 1987).